# Fotbollsåret 2011
Följande är fotbollsevenemangen under året 2011 i hela världen.

## Händelser

### Män
- 5-17 januari - Nile Basin Tournament 2011 i Egypten
  - 1:a  Egypten
- 7-22 januari - African Under-17 Championship 2011 i Rwanda
- 7-29 januari - Asiatiska mästerskapet i fotboll 2011 i Qatar
  - 1:a  Japan
  - 2:a  Australien
  - 3:a  Sydkorea
  - 4:a  Uzbekistan
- 23 januari-13 februari - South American Youth Championship 2011
  - 1:a  Brasilien
  - 2:a  Uruguay
  - 3:a  Argentina
  - 4:a  Ecuador
- 8 februari-29 maj - 2011 Nations Cup i Irland
- 12 mars-9 april - 2011 South American Under-17 Football Championship
- 17 april-2 maj (ursprungligen 18 mars-1 april) - African Youth Championship 2011
- 3-15 maj - 2011 UEFA European Under-17 Football Championship
- 5-25 juni - CONCACAF Gold Cup 2011
- 12-25 juni - 2011 UEFA European Under-21 Football Championship
- 18 juni-10 juli - U-17-världsmästerskapet i fotboll 2011
- 1-24 juli - Copa América 2011
- 20 juli-1 augusti - U19-Europamästerskapet i fotboll för herrar 2011
- 29 juli-20 augusti - U20-världsmästerskapet i fotboll 2011

### Kvinnor
- 2-9 mars - Algarve Cup 2011
  - 1:a  USA
- 30 maj-11 juni - UEFA Women's Under-19 Championship 2011 i Italien
- 26 juni-17 juli - Världsmästerskapet i fotboll för damer 2011 i Tyskland
- 28-31 juli - UEFA Women's Under-17 Championship 2011

## Avlidna

### Mars
- 21 mars - Jesús Aranguren, spansk målvakt (66)